# Aegoschema moniliferum
Aegoschema moniliferum är en skalbaggsart som först beskrevs av White 1855.  Aegoschema moniliferum ingår i släktet Aegoschema och familjen långhorningar. Inga underarter finns listade i Catalogue of Life.